# Fraita

Fraita (arabiska: فرايطة) är en landskommun i Marocko, belägen i provinsen El Kelaâ des Sraghna i regionen Marrakech-Safi. Kommunens folkmängd uppgick till 11 298 invånare vid folkräkningen 2014.
Fraita ligger cirka 21 kilometer sydost om staden El Kelaâ des Sraghna.